# Carina González
Carina Soledad González González (Resistencia, 1971) es una investigadora de origen argentino, residente en España, catedrática de Arquitectura y Tecnología de Computadores en la Universidad de La Laguna. Su investigación se centra fundamentalmente en la aplicación de técnicas de inteligencia artificial (IA) a la educación, la adaptación y personalización de interfaces y los videojuegos educativos y está especializada en sistemas de e-learning.

## Trayectoria
González se licenció en Ingeniería informática en 1995 en la Universidad Nacional del Nordeste en Argentina y convalidó su título por el Ministerio de Educación y Cultura de España en 1999. Se doctoró en Informática en 2001 por la Universidad de La Laguna (ULL) con la tesis titulada Sistema tutorial inteligente para niños con discapacidades intelectuales y cognitivas, sobre cómo aplicar la tecnología a la enseñanza de alumnos con necesidades especiales. Además, desde 2018 es profesora certificada por la Universidad Tufts de Massachusetts, en Estados Unidos, en Educación y Tecnología y Doctora en Ciencias Sociales y Educación por la Universidad de Huelva desde 2020. 
Ha desarrollado una destacada trayectoria investigadora en el ámbito de la aplicación de técnicas de Inteligencia Artificial (IA) e interfaces accesibles e inteligentes en la educación. Es profesora del Departamento de Ingeniería Informática y de Sistemas de la Universidad de La Laguna, donde también dirige el grupo de investigación Interacción, TIC y Educación (ITED).
Además, es Presidenta de la Asociación Académica "Red Universitaria de Campus Virtuales", que reúne a personal investigador y docente de universidades tanto españolas como latinoamericanas. Asimismo, es miembro de las juntas directivas de la Asociación Interacción Persona-Ordenador (AIPO) y de la Asociación para el Desarrollo de la Informática Educativa (ADIE).
En cuanto a su participación en el Instituto de Ingenieros Eléctricos y Electrónicos (IEEE), González es miembro Senior de la organización y Editora en Jefe de la publicación IEEE Journal of Latin-American Learning Technologies (IEEE-RITA).

## Reconocimientos
González ha recibido varios premios y reconocimientos por su trabajo. En 2009, recibió el Premio del Ministerio de Ciencia e Innovación por la Mejor práctica de transferencia tecnológica. En 2019, el MOOC que desarrolló recibió el premio Mejor MOOC en la categoría de Accésit en los Premios Plataforma MIRIADAX de Telefónica Educación Digital. Al año siguiente, en 2020, recibió el Premio del Instituto Universitario de Estudios de la Mujer de la Universidad de La Laguna y el Premio IEEE Meritorious service Award (EDUCON) junto con Aruquia Peixot.
En 2021, González recibió el Premio AIPO Jesús Lores al mejor trabajo de investigación por su Automatic captions on video calls, a must for the elderly. Using Mozilla DeepSpeech for the STT realizado en colaboración con Eduardo Nacimiento-García y Francisco Luis Gutiérrez Vela. Ese mismo año, también recibió el Premio AIPO Mari Carmen Marcos.